# Gare de Mortsel
Pour les articles homonymes, voir Gare de Mortsel (homonymie).
La gare de Mortsel (en néerlandais : station Mortsel) est une gare ferroviaire belge de la ligne 27 de Bruxelles-Nord à Anvers-Central, située au sud-est d'Anvers, sur le territoire de la ville de Mortsel dans la province d'Anvers.
C'est une halte voyageurs de la Société nationale des chemins de fer belges (SNCB) desservie par des trains Omnibus (L), Suburbains (S1) et (S33), InterCity (IC) et d'Heure de pointe (P).

## Situation ferroviaire
La gare de Mortsel est située au point kilométrique (PK) 40,806 de la ligne 27, de Bruxelles-Nord à Anvers-Central, entre les gares de Mortsel-Liersesteenweg et d'Anvers-Berchem,.
Elle a la particularité de se trouver sur une section de 2 km historiquement rattachée à la ligne 15, de Y Drabstraat à Hasselt, dont elle constituait l'aboutissement en direction d'Anvers. La section de la ligne 27 jusque Sint-Katelijne-Waver n'existe que depuis les années 1930.
Compte tenu de la fusion avec la halte de Mortsel-Deurnesteenweg, la gare de Mortsel est, depuis fin 2024, également située sur la ligne 25, de Bruxelles-Nord à Anvers-Central, entre les gares de Mortsel-Oude-God et d'Anvers-Berchem.

## Histoire
La station de Mortsel est mise en service le 9 janvier 1874,, sur la ligne à voie unique d'Anvers à Lierre via Boechout construite par la Société anonyme des chemins de fer du Nord de la Belgique pour le Grand Central Belge et inaugurée en 1864.
Il s'agit d'une halte, dotée d'une maison de garde-barrière agrandie pour accueillir les voyageurs et le guichet.
Le Grand-Central est nationalisé en 1897 et s’intègre alors aux Chemins de fer de l'État belge, future SNCB en 1926.
En 1958, le petit bâtiment qui servait de gare est démoli et remplacé par un grand édifice de style pavillonnaire, construit de l'autre côté du passage à niveau.
Le 15 décembre 2024, la halte de Mortsel-Deurnesteenweg, située à proximité immédiate, fusionne avec la gare de Mortsel (où les voies sont renumérotées en conséquence),.

## Service des voyageurs

### Accueil
Halte SNCB, c'est un point d'arrêt non géré (PANG) à accès libre. Elle est équipée d'automates pour l'achat de titres de transport. Elle dispose d'un abri sur chacun des deux quais.
Les quais 3 et 4 sont disposés de part et d'autre du passage à niveau de la chaussée de Deurne qui permet la traversée des voies.
Les quais 1 et 2 sont positionnés au pied du pont routier de la chaussée de Deurne ; selon les horaires en application depuis le 15 décembre 2024, aucun train n'y marque l'arrêt en service ordinaire.

### Desserte
Mortsel est desservie par des trains Omnibus (L), Suburbains (S1 et S33), InterCity (IC) et d'heure de pointe (voir brochures SNCB des lignes commerciales 15 et 25).

#### Semaine
La desserte est constituée de quatre relations cadencées : des trains de la ligne S1 du réseau S bruxellois circulant entre Nivelles et Anvers-Central via Bruxelles (deux par heure) ; des trains de la ligne S33 du réseau S anversois circulant entre Anvers-Central et Mol (un par heure) ; des trains L reliant Anvers-Central à Louvain, via Aarschot (un par heure).
Plusieurs trains supplémentaires desservent également Mortsel en heure de pointe : deux trains IC-10 reliant Anvers-Central à Mol, très tard le soir (les autres passent sans s’arrêter) ; trois trains P d'Aarschot à Anvers-Central (le matin, dans l’autre sens l’après-midi) et un unique train P de Louvain à Anvers-Central via Aarschot (le matin). Tôt le matin et tard le soir, quelques trains S1 réguliers sont prolongés depuis ou vers Charleroi-Central.

#### Week-end et jours fériés
La gare de Mortsel est desservie par les trains L Anvers-Central - Louvain (toutes les heures) et par les trains S1 : le samedi il existe deux S1 par heure entre Nivelles (ou Bruxelles-Midi) et Anvers-Central ; le dimanche et les jours fériés, ils desservent la gare une fois par heure.

Desserte de la gare
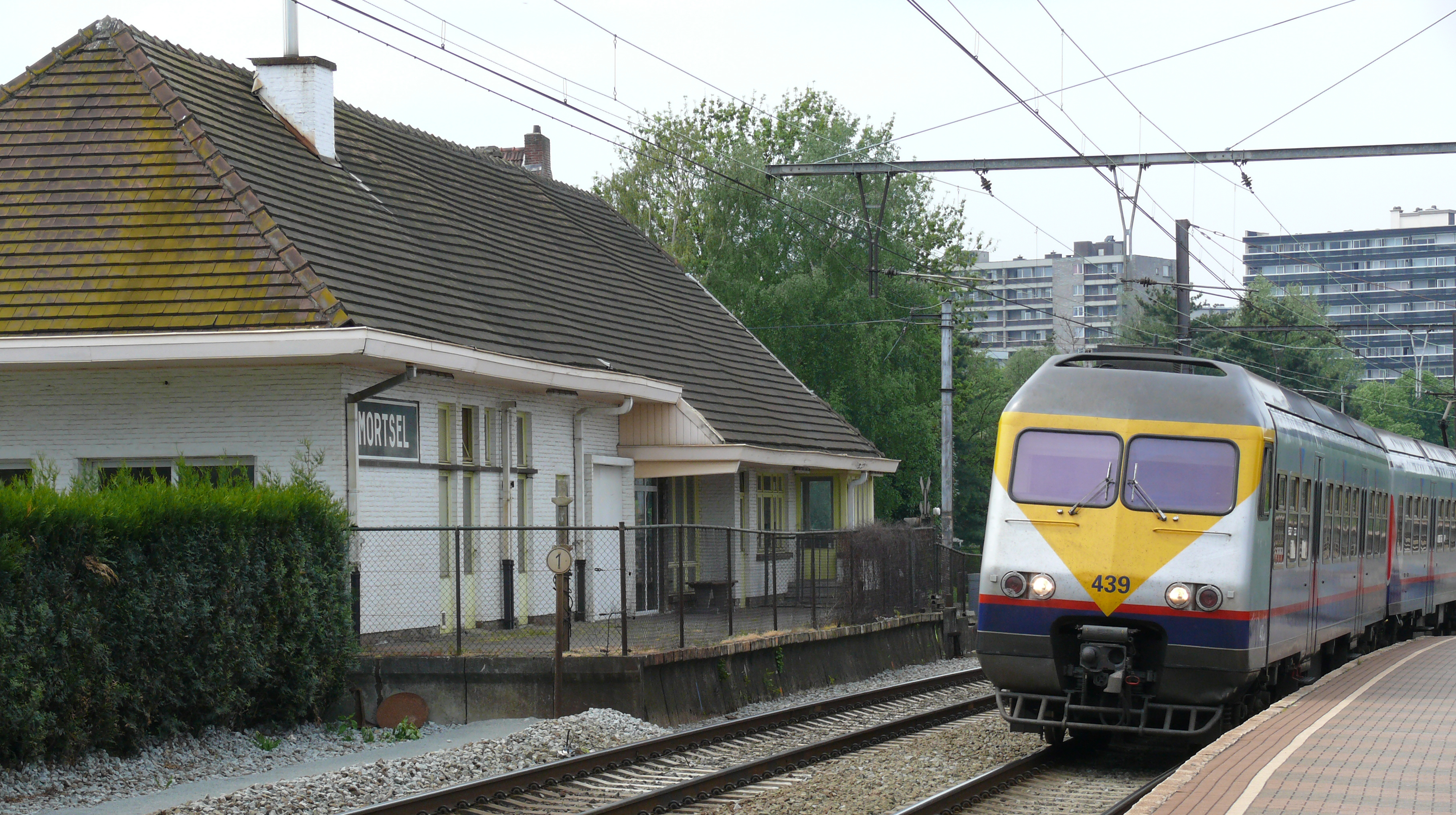
En 2010.
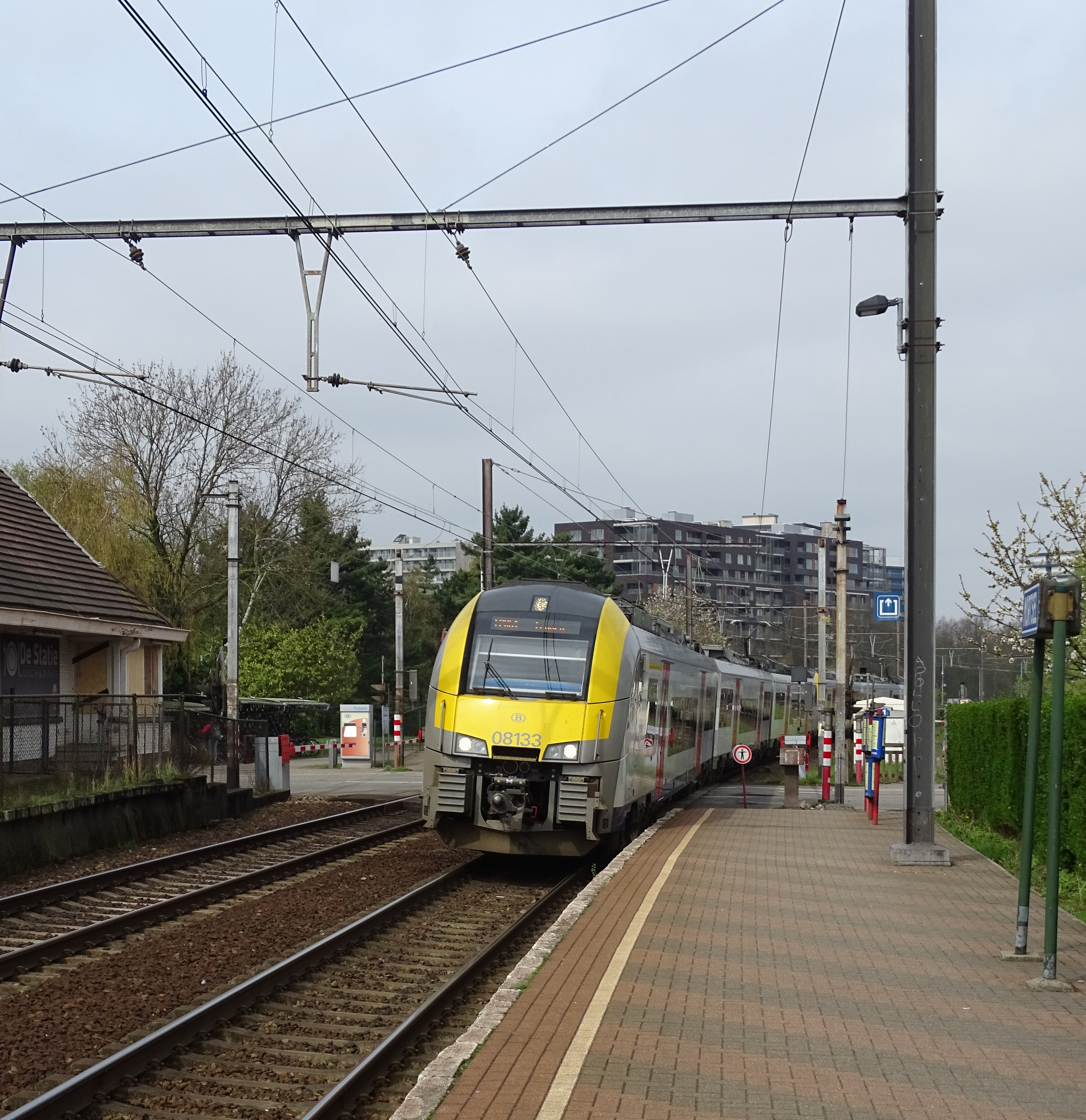
En 2018.

### Intermodalité
Un parc pour les vélos et un parking pour les véhicules y sont aménagés.

## Comptage voyageurs
Ce graphique et tableau montre le nombre de voyageurs embarquant en moyenne durant la semaine, le samedi et le dimanche.
| Nombre de passagers qui embarquent à la gare de Mortsel | Nombre de passagers qui embarquent à la gare de Mortsel | Nombre de passagers qui embarquent à la gare de Mortsel | Nombre de passagers qui embarquent à la gare de Mortsel |
|                                                         | Semaine                                                 | Samedi                                                  | Dimanche                                                |
| ------------------------------------------------------- | ------------------------------------------------------- | ------------------------------------------------------- | ------------------------------------------------------- |
| 1977                                                    | 779                                                     | 70                                                      | 41                                                      |
| 1978                                                    | 835                                                     | 37                                                      | 33                                                      |
| 1979                                                    | 751                                                     | 70                                                      | 41                                                      |
| 1980                                                    | 758                                                     | 70                                                      | 38                                                      |
| 1981                                                    | 746                                                     | 70                                                      | 82                                                      |
| 1982                                                    | 885                                                     | 68                                                      | 78                                                      |
| 1983                                                    | 728                                                     | 93                                                      | 95                                                      |
| 1984                                                    | 523                                                     | 59                                                      | 53                                                      |
| 1985                                                    | 526                                                     | 55                                                      | 40                                                      |
| 1986                                                    | 493                                                     | 44                                                      | 72                                                      |
| 1987                                                    | 445                                                     | 42                                                      | 42                                                      |
| 1988                                                    | 410                                                     | 34                                                      | 47                                                      |
| 1989                                                    | 369                                                     | 29                                                      | 31                                                      |
| 1990                                                    | 370                                                     | 29                                                      | 35                                                      |
| 1991                                                    | 414                                                     | 40                                                      | 31                                                      |
| 1992                                                    | 355                                                     | 43                                                      | 27                                                      |
| 1993                                                    | 241                                                     | 39                                                      | 39                                                      |
| 1994                                                    | 325                                                     | 52                                                      | 28                                                      |
| 1995                                                    | 285                                                     | 46                                                      | 35                                                      |
| 1996                                                    | 310                                                     | 28                                                      | 49                                                      |
| 1997                                                    | 584                                                     | 128                                                     | 93                                                      |
| 1998                                                    | 270                                                     | 23                                                      | 22                                                      |
| 1999                                                    | 254                                                     | 36                                                      | 31                                                      |
| 2000                                                    | 330                                                     | 26                                                      | 26                                                      |
| 2001                                                    | 285                                                     | 32                                                      | 27                                                      |
| 2002                                                    | 266                                                     | 16                                                      | 36                                                      |
| 2003                                                    | 257                                                     | 28                                                      | 26                                                      |
| 2004                                                    | 361                                                     | 29                                                      | 52                                                      |
| 2005                                                    | 434                                                     | 36                                                      | 34                                                      |
| 2006                                                    | 359                                                     | 31                                                      | 62                                                      |
| 2007                                                    | 377                                                     | 36                                                      | 120                                                     |
| 2008                                                    | -                                                       | -                                                       | -                                                       |
| 2009                                                    | 483                                                     | 75                                                      | 39                                                      |
| 2010                                                    | -                                                       | -                                                       | -                                                       |
| 2011                                                    | -                                                       | -                                                       | -                                                       |
| 2012                                                    | 569                                                     | 52                                                      | 97                                                      |
| 2013                                                    | 551                                                     | 50                                                      | 47                                                      |
| 2014                                                    | 556                                                     | 47                                                      | 91                                                      |
| 2015                                                    | 527                                                     | 44                                                      | 62                                                      |
| 2016                                                    | 559                                                     | 45                                                      | 67                                                      |
| 2017                                                    | 530                                                     | 58                                                      | 59                                                      |
| 2018                                                    | 564                                                     | 144                                                     | 65                                                      |
| 2019                                                    | 548                                                     | 106                                                     | 67                                                      |
| 2020                                                    | 337                                                     | 102                                                     | 47                                                      |
| 2021                                                    | -                                                       | -                                                       | -                                                       |
| 2022                                                    | 737                                                     | 238                                                     | 89                                                      |
| 2023                                                    | 545                                                     | 315                                                     | 104                                                     |
| 2024                                                    | 576                                                     | 262                                                     | 82                                                      |

## Patrimoine ferroviaire
L'ancien bâtiment voyageurs datant de 1958 est désaffecté et vacant.